# Kusano Yuki
Kusano Yuki (sinh ngày 21 tháng 7 năm 1996) là một cầu thủ bóng đá người Nhật Bản.

## Sự nghiệp câu lạc bộ
Kusano Yuki hiện đang chơi cho Yokohama FC.